# Mehrfachlizenzierung
Durch Mehrfachlizenzierung stehen den Anwendern mehrere Softwarelizenzen zur Auswahl. So kann ein Programm z. B. unter einer Open-Source-Lizenz wie der GPL und unter einer proprietären Lizenz benutzt werden. Eine solche Lizenzauswahl wird dann auch duales Lizenzsystem oder -modell genannt. Es ist aber auch möglich, mehrere Open-Source-Lizenzen, z. B. der GPL und einer BSD-Lizenz, zur Auswahl zu stellen.
Prominente Beispiele für Doppellizenzierung im Softwarebereich sind Qt, MySQL, Asterisk, Sendmail sowie Perl (GPL und Artistic License).

## Vorteile
Mit diesem Lizenzierungsprinzip können Unternehmen eigene Anwendungen entwickeln, ohne diese selbst wieder der Open-Source-Lizenz unterwerfen zu müssen. So ist es einerseits möglich, das Open-Source-Modell zur Entwicklung und Distribution von Software zu fördern, und andererseits ein professionelles Geschäftsmodell zu etablieren, bei dem Softwarelizenzen ohne Einschränkungen verkauft werden können. Für eine Mehrfachlizenzierung  spricht des Weiteren die Möglichkeit, die Software mit proprietären Erweiterungen zu versehen.
Käufer einer mehrfach lizenzierten Software sind darüber hinaus nicht an die teils sehr restriktiven Vorgaben zur Weitergabe von Software unter einer freien Lizenz gebunden. Die Entwicklung freier Software wird gefördert, ohne auf Spenden angewiesen zu sein.

## Nachteile
Gegen eine Mehrfachlizenzierung spricht, dass das lizenzierende Unternehmen die Arbeit externer Open-Source-Entwickler ausnutzen könnte. Darüber hinaus könnte das entwickelnde Unternehmen es sich vorbehalten, irgendwann die Weiterentwicklung der offenen Version zu stoppen. Allerdings ist es dann weiterhin jedem anderen möglich, die letzte offene Version weiterzuentwickeln, siehe Abspaltung (Softwareentwicklung).
Umstritten ist, ob der Initiator eines Open-Source-Projektes, welcher seine Software unter einer dualen Lizenz auf den Markt bringt, die Weiterentwicklungen der Community in sein Produkt einfließen lassen kann, um diese unter einer anderen Lizenz als der GPL zu vertreiben.
Kleine Unternehmen laufen generell Gefahr, ihre Open-Source-Softwareprojekte an große Unternehmen zu „verlieren“.